# Балезіно (село)
Балезіно́ (рос. Балезино) — село в Балезінському районі Удмуртії, Росія.

## Населення
Населення — 501 особа (2010; 605 в 2002).
Національний склад станом на 2002 рік:
- удмурти — 64 %
- росіяни — 34 %